# タツ青木
タツ 青木（本名：青木 達幸（あおき たつゆき）、1958年9月19日 - ）は、シカゴ在住の日本人ベーシスト、マルチ・インストゥルメンタリスト（三味線、太鼓）、教育者、実験映画作家。シカゴにおけるアジア音楽の開拓者&伝統芸能継承者、シカゴ美術館附属美術大学准教授（映画製作、美術史）。

## 概要
1990年代後半から2012年までシカゴ前衛ジャズの巨匠・サックス奏者、故フレッド・アンダーソン(Fred Anderson)のベーシストを務め、約20年間で８枚のアルバムをレコーディング。シカゴのジャズ界におけるクリエイティブ即興奏者としての地位を築く。またジョージ・フリーマン(George Freeman)、ヴォン・フリーマン(Von Freeman)、マラチ・フェイバース(Malachi_Favors)、ロスコー・ミッチェル(Roscoe Mitchell)などとも共演。その他多くの国際的著名アーティストとレコーディングを重ねる。アメリカで活動するアジア系アーティストの活動を促進・支援する文化イベントの指揮・演出を数多く手掛け、芸術財団「アジアン・インプロブ・アーツ・ミッドウェスト（Asian Improv aRts MidWest：AIRMW）」の創設者・芸術監督として、毎年恒例の「シカゴ・アジアン・アメリカン・ジャズ・フェスティバル」や「司太鼓レガシー・アート・レジデンシー・プログラム」などのイベントを主催。和太鼓や三味線をフィーチャーしたアジア系ジャズを定着させるなど、シカゴにおけるアジア音楽の開拓者として精力的に活動の幅を広げている。これまでにオノ・ヨーコプロデュースによる「SKYLANDING」(2016)を含め、100枚以上の音楽アルバム、40本の映像作品を発表。2001年には、地元「シカゴ・トリビューン紙」の「2001シカゴアンズ・オブ・ザ・イヤー」（Chicagoans of the Year）にアジア人として初めて選ばれた。東京都出身。

## 来歴

### 幼少期～10代

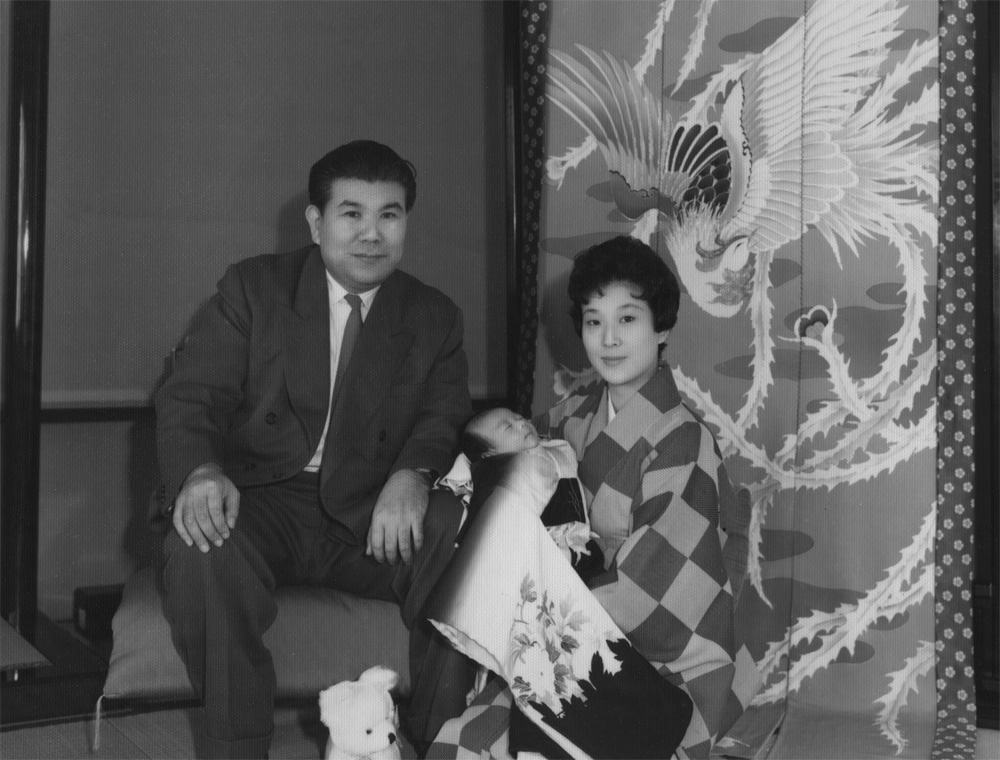
写真提供：豊秋本

東京四谷荒木町の料亭『豊秋（とよあき）』（置屋時代は豊秋本）の長男として生まれる。4歳で太鼓と三味線の演奏を始め、和事や“お座敷音楽”に囲まれて育つ。実家の料亭にはプロレスラー、力士、野球選手、歌舞伎役者などが客として出入りしており、様々なチケットをもらって芸に興味を持つようになった。
10代のころには、アメリカン・ロック、英国ロック、前衛ジャズのSun Ra、アート・アンサンブル・オブ・シカゴ、プラスティックオノバンドなどに夢中になり、伝統音楽と新しい西洋音楽をとり合わせた実験的な音楽に傾倒し始める。

高校時代、アングラ演劇集団「銀天会」（現・銀天界）に入団し、御囃子（おんはやし）安二郎のもとで太鼓アートとアングラアートを学ぶ。安保闘争の最中、反社会的なムーブメントの中で結成された「銀天会」には、柳町和樹、熊谷研二郎、黒河内宏、笠原浩太、萩野博昭などの個性的なメンバーが在籍、ここに日夜出入りしていたのが、アングラアートの第一人者である寺山修司、武満徹、勅使河原宏、安部公房などであった。青木の根底に流れる｢意味無くして物を作って何になるのか｣という考え方はこの時つくられた。 

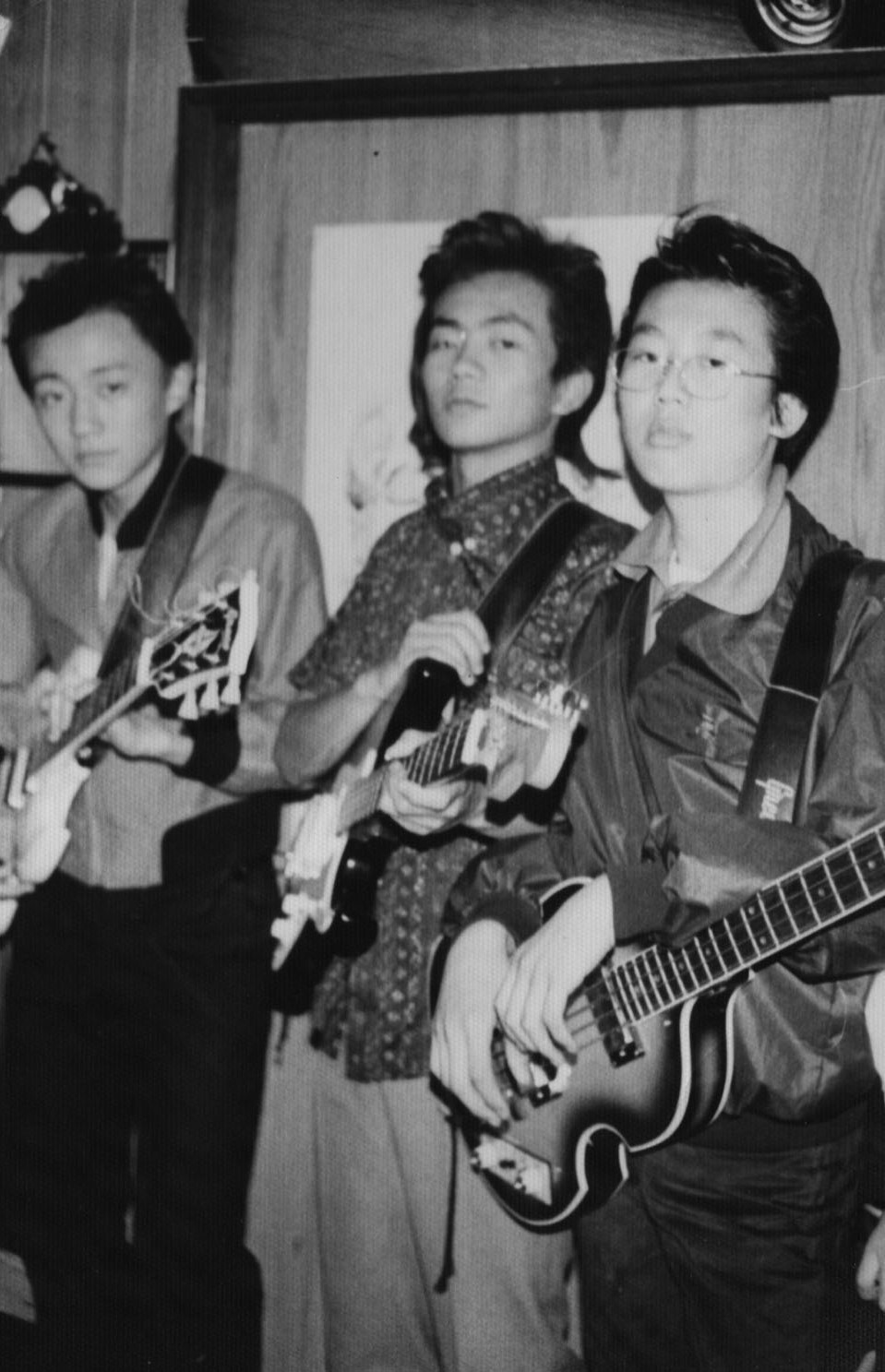
銀天会時代

バンドのベーシストとして活動していた70年代後半には、チャールズ・ミンゲス、ジョン・ポール・ジョーンズ（レッド・ツェッペリン）、マラチ・フェイバース（アート・アンサンブル・オブ・シカゴ）の音楽から理解を深めた。

### 渡米～シカゴジャズ・ベーシスト
1977年に渡米。79年からシカゴの「スクール・オブ・アート・インスティチュート・オブ・シカゴ」（シカゴ美術館付属芸術学校）で映画製作とアートヒストリーを学ぶ。シカゴを選んだ理由は、「当時のアメリカの実験映画界で有名な人たちがアート・インスティチュートで教えていたことと、興味を持っていたアバンギャルド・ジャズはシカゴがメッカだったこと」からだった。 
実験映画を作りながら市内のライブハウスでジャズ・ベーシストとして演奏を始める。その頃、シカゴ前衛ジャズの先駆的存在であるサックス奏者のフレッド・アンダーソンと出逢い、ベーシストとして活動を共にするようになり、シカゴのジャズ界におけるクリエイティブ即興奏者としての地位を築き始める。
「“ありのままの自分でいる。自分のやりたい音楽を演る。それでいいんだ”とフレッドは教えてくれました。彼は決して自分を曲げず、自身の音楽を演り続ける。フレッドは私にとって精神の師でした」と青木は回顧する。 
以降、20年以上にわたるフレッド・アンダーソンとの活動の中で8枚のアルバムを発表、国際的に高い評価を得た。（※ディスコグラフィー参照）

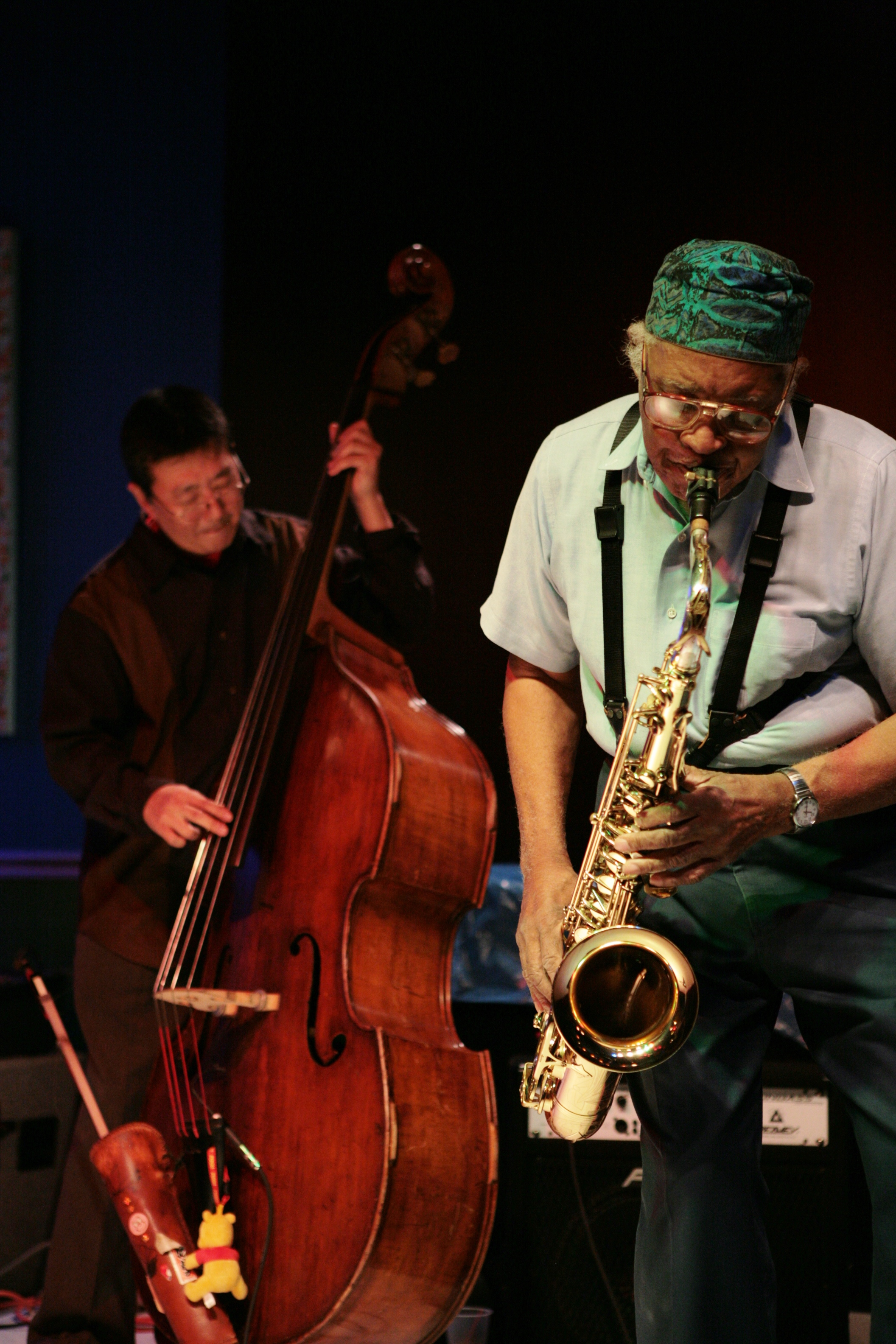
フレッド・アンダーソンと

### 80年代　～“ルーツ回帰”時代
大学院を修了する27歳ごろから、自分の音楽をやってみたいという思いに駆られる。「自分の音楽は太鼓や三味線がないと絶対に作れない」との思いから、自身の“音のルーツ”である「お座敷音楽」や「銀天会」に回帰。 
当時シカゴのアバンギャルド・ジャズ界では“東洋ブーム”が起こり始めており、太鼓や三味線といった日本の伝統的な楽器を使った日本の音とジャズの融合が時代のニーズにはまり、青木はシカゴのジャズ界において独自の方向性を牽引、確立していった。

### 「アジアン・インプロ・アーツ・ミッドウェスト（AIRMW）」設立
1985年、アジア系アーティストの活動支援を行う、芸術基金団体（NPO）「イノセント・アイズ・アンド・レンジズ（Innocent Eyes and Lenses (IEL) 」を創設。2004年には「アジアン・インプロ・アーツ・ミッドウェスト（Asian Improv aRts MidWest：AIRMW）」と名称を改め、和太鼓、日本舞踊、三味線を軸とした伝統芸能プログラムを始動させた。「AIRMW」は現在もなお、アーティスト、コミュニティ、シカゴの各文化機関と連携を図りながら、ワールドクラスの芸術性を備えたプログラムを発表し続けている。
1999年には「アジアン・インプロ・レコーズ（Asian Improv Records’）」代表に就任し、同レーベルからマックス・ローチ（Max Roach）とジョン・ジャ（Jon Jang）のコラボ作『The Beijing Trio』など、50枚を超えるアルバムのプロデュースを手掛けた。
これら一連のプロジェクトは、アメリカのなかでアジア人（カルチャー）が虐げられていることへの無念さが原動力となっており、「アジア人のやる音楽、貢献している芸術を誰かがきちんとアメリカで紹介して次へと道を拓かねばならない」という使命感からであった。
シカゴにおけるアジア音楽の開拓者としての功績が認められ、2001年、青木は地元「シカゴ・トリビューン紙」の「2001シカゴアンズ・オブ・ザ・イヤー」（Chicagoans of the Year）にアジア人として初めて選出、「（青木の）ゆるぎない信念や、即興芸術に対する先を見据えたアプローチからみても、間違いなく最も影響力のある人物である」と評された。

### 「司太鼓」との出会いと、総監督就任
自身のレコーディングプロジェクトで“日本人の美徳感や感性がきちんと伝わる太鼓の音”を探していたとき、当時シカゴで初めての独立太鼓グループとして活動していた「司太鼓」（1996年創立　代表：吉橋英律）に出会う。太鼓指導を行いながらコラボレーションを重ね、これをきっかけに2001年、「司太鼓」はAIRMWと提携。青木は芸術総監督に就任し、「司太鼓」は“日本の伝統芸能に根ざした美的感覚の継承”という、これまでのシカゴの太鼓道場にはなかった独自路線へと舵を切り、国内外のアーティストとの共演や「シカゴ・ジャズフェスティバル」など、主要フェスティバルへの参加など活躍の場を広げた。2006年、吉橋の帰国にともない青木が「司太鼓」の代表を引き継ぎ、同時に「銀天会」のコンセプトを復活させた、太鼓パフォーマンスと和楽器のコラボレーションユニット「銀天界」を設立した。 

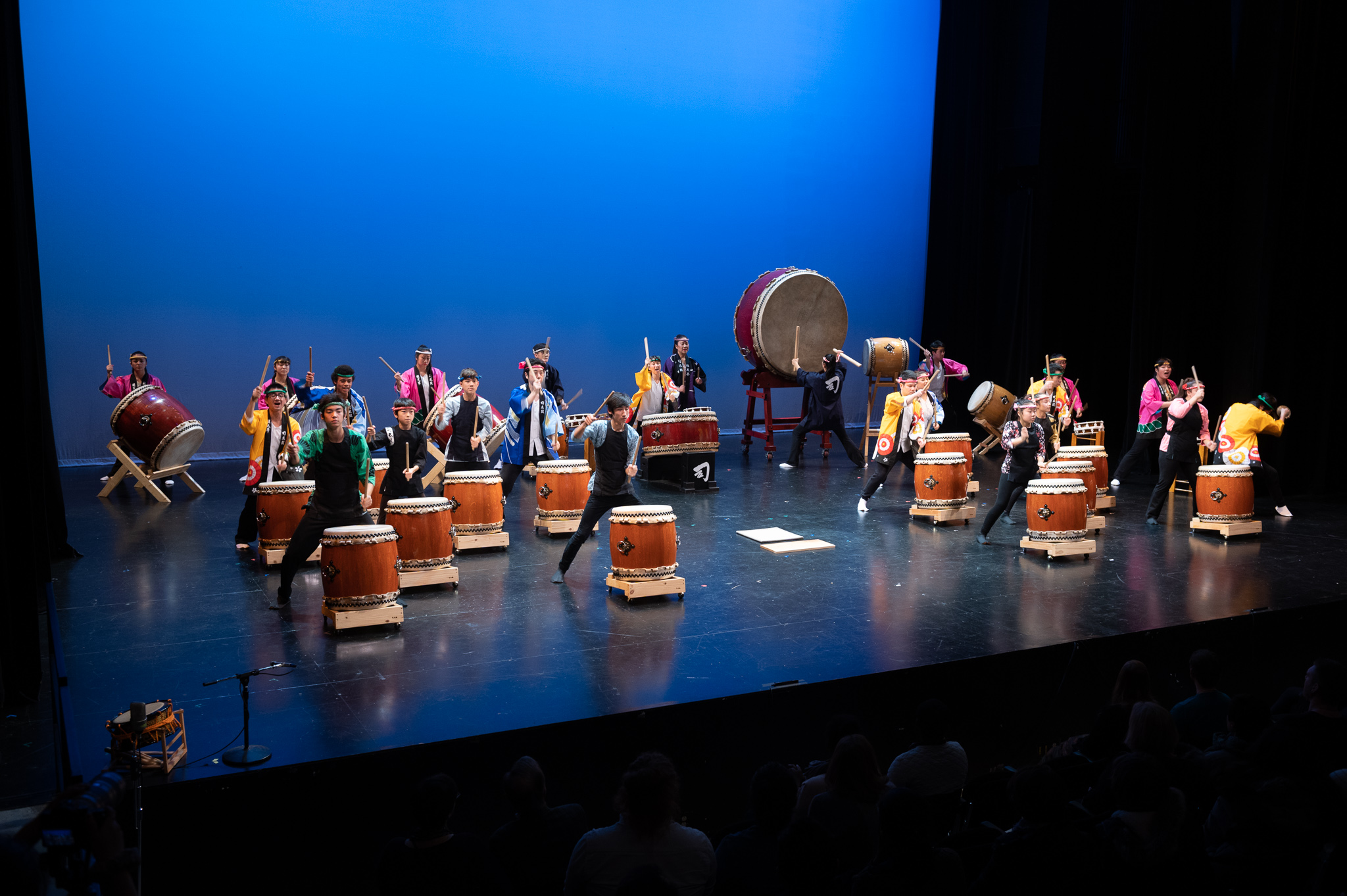
Taiko Legacy Concert at Museum of Contemporary Art Chicago (2019)

2021年現在「司太鼓」は子供から成人まで合計60人のメンバーを要し、シカゴで最も質の高い太鼓道場としてシカゴ市や各種コミュニティ関連イベントで演奏を行っている。また、2001年から毎年末に「シカゴ現代美術館（ＭＣＡ）」ホールで行われる「太鼓レガシー」コンサートは、和太鼓、日本舞踊、マルチリズムパーカッション、シカゴ・ジャズ、コンテンポラリーダンスなど様々な芸能文化の融合が生み出す他に比類のないダイナミックなパフォーマンスとして高い評価を受けており、同館で開催される“最大にして最も人気の高い民族コミュニティ・コンサート”であり、アーカイブコレクションにも加えられている。

### 「アジアン・アメリカン・ジャズ・フェスティバル」

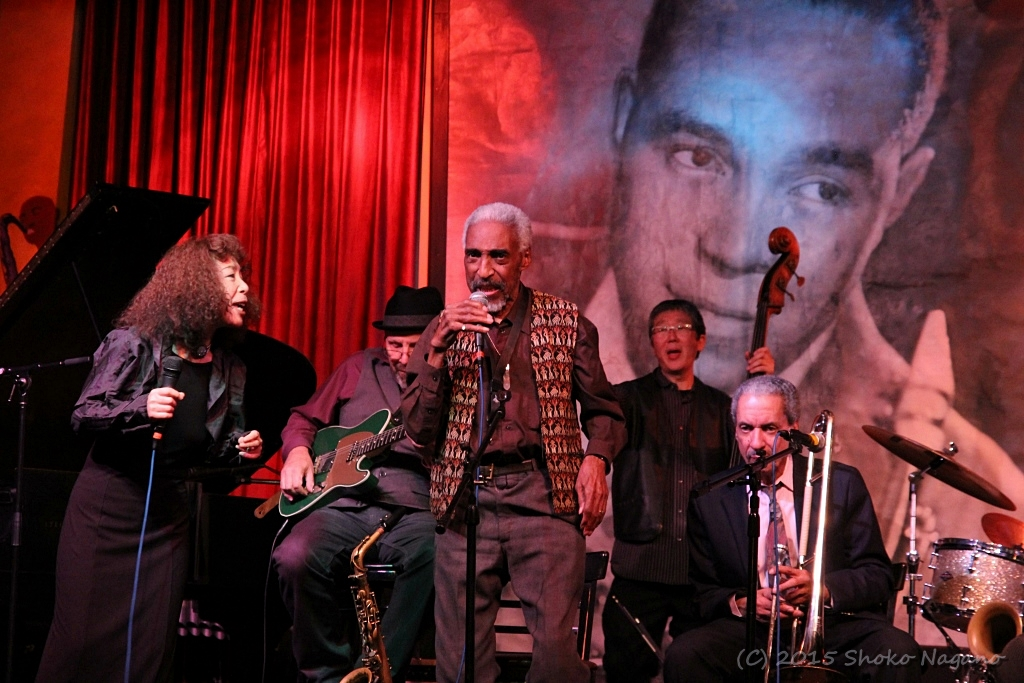
2015年 アジアン・アメリカン・ジャズ・フェスティバル（左は野毛洋子）

1995年、シカゴで活躍するアジア系のミュージシャンに焦点をあてた音楽祭「アジアン・アメリカン・ジャズ・フェスティバル （Annual Chicago Asian American Jazz Festival）」を創設。青木が目指したのは、西洋の“物まね”ではなく、日本のコンテンツにシカゴのアバンギャルドの要素を入れる「西洋の音楽と“融合”する」試みであった。 
同フェスティバルは、シカゴのアジア系ミュージシャンにとって最も重要なイベントのひとつとして位置づけられている。青木は音楽監督として毎年開催の指揮をとるほか、自身がリーダーを務める「MIYUMIプロジェクト」や、シカゴのジャズ・ブルースシンガー、野毛洋子（Yoko Noge）率いる「Yoko Noge and Jazz Me Blues Band」にも参加している。

### 「MIYUMIプロジェクト」
青木の次女の名を冠した「MIYUMIプロジェクト」は、アフリカ系、アジア系アメリカ人ミュージシャンをフィーチャーしたアバンギャルド・ジャズバンド。1995年の結成メンバーである青木とサックスのムワタ・ボウデン（Mwata Bowden）、「Sun Ra」の元ドラマー、アフィフィ・フィラード（Afifi Phillard）（※この３名でのアーティスト名は「Power Trio」）のほか、これまでにエドワード・ウィルカーソン・ジュニア（Edwsard Wilkerson Jr.）、ココ・エリーゼス(Coco Elysses)、ジェイミー・ケンプカーズ（Jamie Kempkers）、アブリエール・ラ（Avreeyal Ra）、青木希音（Kioto Aoki）ほか多くのミュージシャンが参加している。

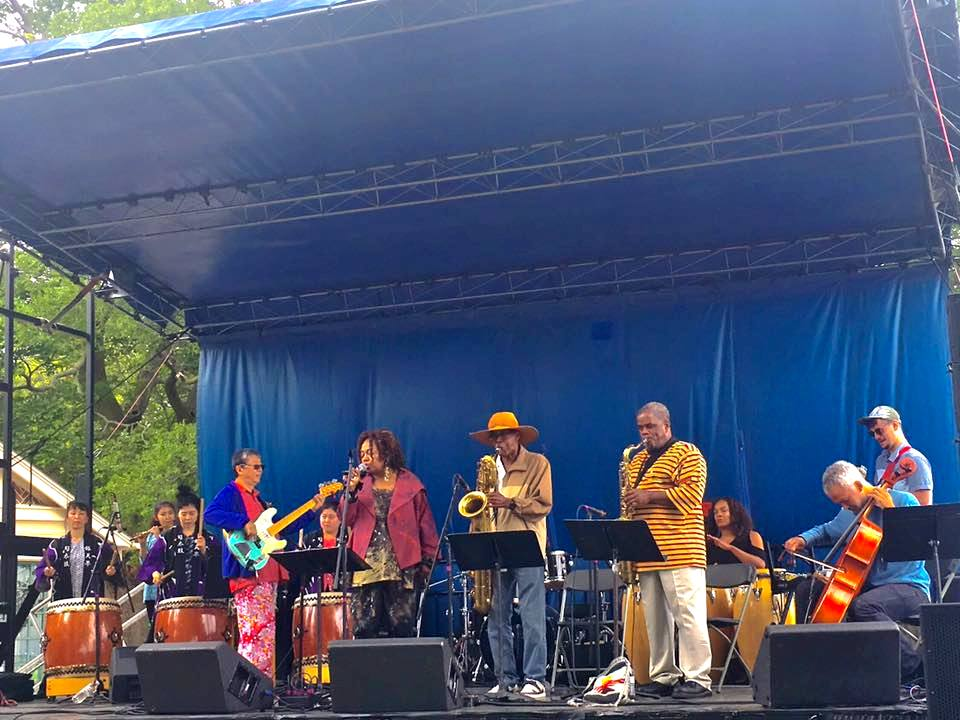
MIYUMI PROJECT　(2016 SKYLANDING CELEMONY @Chicago Jackson Park)

青木は「このバンドは、アジア音楽と黒人音楽のコラボレーションそのもの。いわば“抵抗”のフォームです」と語っている。 結成メンバーであるムワタ・ボウデンは90年代の青木との出会いについて、「（当時）白人の坊やたちは、黒人たちがやっていることを掴もうとしてやってきた。でもタツは違った。彼の関心は黒人ミュージシャンとコラボレーションすること。だから自分の国の音楽にいつも真剣に向き合っていたし、オレたちにもそうさせてくれたんだよ」と振り返っている。
2016年、シカゴのジャクソン・パークにアーティストのオノ・ヨーコ氏が手掛けたパブリックアート作品「SKYLANDING (スカイランディング)」が公開された際、式典での公式音楽プレゼンターを「MIYUMIプロジェクト・アンサンブル（MIYUMI Project Ensemble）」が務め、その後オノ・ヨーコ氏プロデュースによるアルバム「SKYLANDING」(2016)がリリースされた。
2017年、「MIYUMIプロジェクト」は、第二次大戦中の日系アメリカ人強制収容に関するドキュメンタリー映画「And Then They Came for Us」の楽曲を担当、同名のサウンドトラックアルバムをリリース。

### その他のコラボレーション・プロジェクト
90年代には、シカゴの巨匠、ジョージ・フリーマン（George Freeman）、ヴォン・フリーマン（Von Freeman）と共演。また、「アート・アンサンブル・オフ・シカゴ」のマラチ・フェイバース（Malachi Favors）、ロスコー・ミッチェル（Roscoe Mitchell）、ドン・モイェ（Don Moye）、ジョセフ・ジャーマン（Joseph Jarman）のほか、ドラムのマイケル・ゼラン （Michael Zerang）、ピパの名手ウー・マン（Wu Man）、ドラム/パーカッションのハミッド・ドレイク（Hamid Drake）、ギタリストのジェフ・パーカー（Jeff Parker）、フルート奏者のニコール・ミッチェル（Nicole Mitchell）、サックス奏者のアリ・ブラウン（Ari Brown）、サックス/フルート/二胡のフランシス・ウォン（Francis Wong）、サックス奏者のジェフ・チェン（Jeff Chan）など、数多くの国際的著名アーティストとレコーディングを重ねた。
2019年にCD化され発売されたフレッド・アンダーソンのライブ盤「Fred Anderson Quartet Live Vol. V」 では、日本のトランペット奏者の故近藤等則とも共演をしている。

## 映画製作・プロデューサー
新東宝映画のプロデューサーであった実父の星野和平（1913-1973）の影響を受け、幼少期より8ミリゲージで映画製作を始める。高校時代には、「銀天会」を通じて親交のあったアングラアート界の先駆者、武満徹、勅使河原宏らに影響を受け自主映画製作に没頭した。
77年に渡米後は、アメリカ実験映画界の大家たちが教鞭をとっていたシカゴの「スクール・オブ・アート・インスティチュート・オブ・シカゴ」（シカゴ美術館附属美術大学）で映画製作とアートヒストリーを学びながら、主に小型映画や実験映画を製作。これまでに30作以上の実験映画を製作し、それらの多くは全世界で上映された。2017年には、『Light』が「カナダ国際映画祭」の最優秀実験映画賞を受賞。
現在は、「スクール・オブ・アート・インスティチュート・オブ・シカゴ」で映画、ビデオ、ニューメディア部門の准教授として映画製作と美術史を教えている。

## アート観・人生観（タツ語録）

### “I AM JUST AN ARTIST.”
（音楽、映像、プロデューサーなど多方面で活躍している「タツ青木」とは何ぞや？アーティストとは何か？を問われて。）
「自分では芸術家として何を表現出来るかが一番重要ですから、映像も音楽も含めて基本的な考え方、人生観を表現出来る物、表現に一番適しているものがあればそれをやるといった感じです。“I AM JUST AN ARTIST”なんですよね。」
「（アーティストは）パブリックに出るからには誰かに何かを与えなくてはならない義務があると思います。人間の本質的なものを伝える一番美しいものは何なのか。正直になれる状態、何かを通して自分の考えを伝える事、そして人に感動を与える事が重要だと思います」
「自分の音楽がどう使われるか、優れた奏者によって出来た音楽でいったい何が出来るのか。それで初めて音楽が芸術になる＝アーティストになると思います。」

### ”自分の中のゆずれない“美徳感”（Unnegotiable Aesthetic In Me）”
「ボクがやりたいのは、日本人の美徳感が伝わるもの。それは、三味線や唄や舞など日本の伝統の要素が全て入っている“演舞”。太鼓の動きは、日本舞踊なんです。たとえば、踊りや唄いには“ヌキ”“ヌケ”とよばれる間がある。だからこそ伝わるのであって、それがわからないと本当の日本の太鼓は教えられないんです」
「アートとは、“You can only contribute. There is no return.”（捧げるのみ。見返りはない。）やったからお金が入る、人が来る、とかリターンがない世界。その中でプロは自分の美徳感を絶対に曲げないし、それに対してすごい“技”を持っている。技とはテクニックじゃなくて、“説得力”。太鼓も音楽も、技術は別のところにある」 

### 「ジャズはプロレスだ」
（大のプロレスファンで、体格が許せばプロレスラーになりたかった、と度々インタビューで語っている。）
「プロレスは基礎があってトレーニングを重ね、リングで戦う。フリージャズもステージで相手の音を受けて返す。この一方的でない技の応酬が即興性を生みアートとなる。だからフリージャズもプロレスも格闘技という意味では同じなんです」

## 家族
妻（幸子）、長男（永弦：EIGEN）、長女（希音：KIOTO）、次女（美弓：MIYUMI）。3人の子供はいずれも「司太鼓」のメインアーティストとして活動中。
青木はしばしば自身を「新日系」（戦後アメリカに移住した人たちとその子孫）と呼び、いわゆる「日系人」（戦前に米国に移民し、戦時中に強制収容所に収容された日本人をルーツにもつ人々）とは明確に異なるカテゴリーに位置付けて語ることが多い。

## 主なディスコグラフィー

### セルフプロデュース
- Depressingly Happy (Innocent Eyes & Lenses, 1990)

#### ・リーダー作
- Needless to Say (Sound Aspects, 1992)
- Kioto (Asian Improv, 1994)
- If It Wasn't for Paul (Southport, 1995)
- Urban Reception (Southport, 1996)
- Actual Music (TOE, 1996)
- Live at Blue Rider Theatre (Innocent Eyes & Lenses, 1997)
- Basser Live (Asian Improv, 1999)
- 2 x 4 (Southport, 1999)
- Trio (Melungeon 2006)
- Boxes (Asian Improv, 2019)

#### ・Miyumi プロジェクト
- The Miyumi Project (Southport, 2000)
- Rooted: Origins of Now (Southport, 2002)
- Re:Rooted (Southport, 2006)
- MIYUMI Project: RAW and ALIVE (Asian Improv, 2016)
- And Then They Came for Us/Un-American (Asian Improv, 2017)
- Reduction Ensemble - MIYUMI Project (Asian Improv, 2018)
- MIYUMI Project: "RAW and ALIVE II" (Asian Improv, 2018)
- Best of the MIYUMI Project (FPE, 2020)

### サポーティング

#### ・フレッド・アンダーソンとの共演作（Fred Anderson）
- FRED -Chicago Chamber Music (Southport, 1997)
- Fred Anderson Quartet Volume One (Asian Improv, 1999)
- Fred Anderson Quartet Volume Two (Asian Improv, 2000)
- On the Run: Live at the Velvet Lounge (Delmark, 2001)
- Back at the Velvet Lounge (Delmark, 2003)
- Fred Anderson Quartet Live -at the Velvet Lounge Vol. III (Asian Improv, 2008)
- Fred Anderson Quartet -Birthday Live 2000 (Asian Improv, 2009)
- Quintessential Birthday Trio Vol. II (Asian Improv, 2015)
- Fred Anderson Quartet Live Vol. IV (Asian Improv, 2016)
- Fred Anderson Legacy Band (Asian Improv, 2018)
- Fred Anderson Quartet Live Vol. V (FPE, 2019) (※1994ライブ録音 近藤等則（tp）)

#### ・司太鼓
- Gintenkai Amy Homma & Tsukasa Taiko (Asian Improv, 2011)
- Tsukasa Taiko Gintenkai Unit (Asian Improv, 2013)
- Tsukasa Taiko: Gintenkai (Asian Improv, 2017)

#### ・その他アーティストとの共演・参加アルバム
- Von Freeman, Fire with Von Freeman (Southport, 1996)
- Jason Kao Hwang, Graphic Evidence (Asian Improv, 2006)
- Kenny Millions, Midnight in Chicago (Hum Ha, 2002)
- Kenny Millions, Kenny Meets Tatsu (Hum Ha, 2002)
- Nicole Mitchell, Mandorla Awakening II: Emerging Worlds (FPE, 2017)
- Roscoe Mitchell, First Look: Chicago Duos (Southport, 2005)
- Don Moye, A Symphony of Cities (Southport, 2002)
- Jeff Chan, Jeff Chan's Horns of Plenty (Asian Improv, 2009)
- Francis Wong, Chicago Time Code (Asian Improv, 1995)
- Francis Wong, Early Abstractions (Estrada Poznanska, 2009)
- Francis Wong, Wojtck Trio (Asian Improv, 2013)
- Francis Wong, Miyoshi Sketches (Asian Improv, 2017)
- Edward Wilkerson, That's What It WAZ, Trio WAZ (Asian Improv, 2017)
- Jonathan Chen Orchestra, Feedback (Asian Improv, 2019)
- Rami Atassi, atashi wa rami (Asian Improv, 2020)

## フィルモグラフィ
- Apple Lips Now 16mm, Color, Sound, 4 min. – 1978
- Body Exercise 16mm, Color, Silent, 4 min. – 1979
- Coo Film 16mm, Color, Sound, 9 min. – 1980
- BALI 16mm, Color, Sound, 5 min. – 1980
- 3725 16mm, Color, Sound, 11 min. – 1980
- Journal 80 Super 8, Color, Silent 20 min. – 1980
- Dream Works 16mm, Color, Sound, 14 min. – 1981
- Image 81 Super 8, Color, Silent, 23 min. – 1981
- Recording Super 8, Color, Silent, 11 min. – 1982
- Number Series 2: YOGA 16mm, Color, Silent, 3 min. – 1982
- Number Series 1: Sewing 16mm, B&W, Silent, 3 min. – 1982
- Daily Chronicle 16mm, Color, Silent, 12 min. – 1983
- Rapturous 16mm, Color, Silent, 8 min. – 1983
- Car #2 16mm, Color, Silent, 4 min. – 1983
- Car 16mm, B&W, Silent, 4 min. – 1983
- 84 Super 8, Color, Silent, 15 min. – 1984
- Sound in Synch 2 16mm, Color, Sound, 7 min. – 1984
- Sound in Synch 1 16mm, Color, Sound, 13 min. – 1984
- Sound in Synch 1 & 2: Festival Version 16 mm, Color, Sound, 19 min. – 1984
- AnDee's Painting 16mm, Color, Silent, 4 min. – 1984
- Timing Tape Twice 16mm, Color, Silent, 3 min. – 1984
- Niiki 85 Super 8, Color, Silent, 15 min. – 1985
- Car #3 16mm, Color, Silent, 3 min. – 1985
- Hallway 16mm, Color, Silent, 10 min. – 1985
- Waiting Room 16mm, Color, Silent, 18 min. – 1985
- Life Line 87 Super 8, Color, Silent, 10 min. – 1987
- Local Color 1 16mm, Color, Silent, 10 min. – 1987
- 88 Super 8, Color, Silent, 15 min. – 1988
- 89 Super 8, Color, Silent, 16 min. – 1989
- Landing Super 8, Color, Silent, 20 min. – 1989
- Local Color - 90 Version 16mm, Color, Silent, 10 min. – 1990
- Discovery Super 8, Color, Sound, 28 min. – 1991
- Harmony 16mm, Color, Sound, 12 min. – 1991
- Solution Super 8, Color, Silent, 25 min. – 1991
- Moderate Life16mm, Color, Sound, 28 min. – 1993-95
- Light 16mm, Color, Silent, 8 min. – 1994
- Tingle 16mm/Super 8, Color, Silent, 16 min. – 1995
- Shape 16mm, Color, Silent, 8 min. – 1996
- Free Hands Part 1 16mm, Color, Silent, 10 min. – 1997
- It's own vision Super 8, Color, Silent, 25 min. – 1998
- Turn Over Super 8, Color, Silent, 20 min. – 1999
- Local Color – Revisit 16mm, Color, Silent, 11 min. – 2000
- Puzzle – Part 1 16mm, Color, Silent, 55 min. – 2001
- Puzzle – Part 1 16mm, Color, Sound, 50 min. – 2001
- Decades Passed 16mm, Color, Sound, 28 min. – 2002
- Puzzle – Part II 16mm, Color, Silent, 45 min. – 2002
- Puzzle – Part III 16mm, Color, Silent, 30 min. – 2003
- Decades Passed: Re-Edit 16mm, Color, Sound, 25 min. – 2003
- Rapturous – Digital Version 2004 DVD, Color, 18 min. – 2004
- Passing Though Super 8, Color, Silent, 8 min. – 2004
- Traveling spirits 16mm, Color, Sound, 20min. – 2005
- OCTOPUS:Re-Mix Digital Movie, Color, Sound, 7min. – 2006
- DVD supplemental Interviews for Home Vision Entertainment DVD releases: Total of 38 releases of Japanese Films. – 2003-07
- Free Hand: Re-Mix Digital Movie, Color, Sound, 8min. – 2007
- Beneath the Skin Digital Movie, Color, Sound, 8min. – 2007
- Invocation and Resonance Digital Movie, Color, Sound, 9min – 2007
- Recollection Cycle Super 8 – DV, Color, Sound, 25min. – 2007
- FLUX Project Digital Movie, Color, Sound, 15 min. – 2008
- Gate 16mm, Color, Sound, 28 min. – 2009
- Gate Digital, Color, Sound, 30 min. – 2009
- Origins of Now: Experimental Edit Digital - 2009
- Gate: BW BW, 6 min., 16mm, Silent – 2010
- Ganada Digital, 10 min. Sound – 2010-11
- Ganada – ReMix 7 min. Sound – 2012
- Ah So Desuka: Is That So, 42 min. Digital, Sound – 2012
- Washed 1982, 8 min., 16mm, Silent – 2012
- Washed 1984, 10 min., 16mm, Silent – 2012
- Escape 28 min. HD, Sound – 2013
- The Detached 14 min. HD, Sound – 2014
- Page's 12 min. HD, Sound – 2015
- LIGHT by Lenora Lee Dance (Canada International Film Festival "Best Experimental Film") – 2016
- Box and Boxes, 12min, HD, Sound – 2017
- Washed Wash 1980 16mm, HD transfer – 2018
- Washed 1979 16mm – in production
- Washed 1981 16mm – in production
- Within These Walls – in production (2021 Fall release)
- Fort - in production (2021 Fall release)

## 受賞歴
- 2001年：シカゴ・ジャズ協会、アメリカン・コンポーザー協会「ジャズ・ヘリテージ・アワード」
- 2001年：シカゴ・トリビューン紙「2001シカゴアンズ・オブ・ザ・イヤー」（Chicagoans of the Year）
- 2007年：アジア・アメリカ協会「マイルストーン賞」
- 2010年：シカゴ日米協会「文化貢献賞」、3Artsファンデーション「芸術賞」
- 2014年：シカゴ日系定住者会（JASC）「Living in Our Culture Award」
- 2015年：全米ジャズジャーナリスト協会「シカゴ・ジャズヒーロー賞」
- 2017年：日本政府「外務大臣表彰」
- イリノイ州政府「アジアン・アメリカンコミュニティー貢献賞」
- 2017年：『Light』：2017年カナダ国際映画祭、最優秀実験映画賞
- 2018年：ジョージ・フリーマン「ジョージ賞」
- 米国弁護士協会「シルバーガベル賞」
- 2019年：シカゴ・アジアン・アメリカン連合（AACC）「コミュニティ貢献賞」
- 2020年：ユナイテッドアーティスト協会「伝統芸術賞」、イリノイ芸術評議会「民族文化芸術フェローシップ賞」